# أنطونيو ريفاس (لاعب كرة قدم)
أنطونيو ريفاس (بالإسبانية: Antonio Rivas Martínez) هو لاعب كرة قدم ومدرب كرة قدم إسباني في مركز الدفاع، ولد في 13 سبتمبر 1965 في الكزار دي سان خوان في إسبانيا. لعب مع أتلتيكو مدريد ب وأتلتيكو مدريد وريال أوفييدو وريال مايوركا ونادي ألباسيتي.